# 新宁镇 (宁县)
新宁镇，是中华人民共和国甘肃省庆阳市宁县下辖的一个乡镇级行政单位。

## 行政区划
新宁镇下辖以下地区：
东城社区、城关社区、马坪社区、九龙社区、北庄村、巩范村、南桥村、黄山村、金钟村、井坳村、梁高村、十里铺村、刘塬村、九龙村、高山堡村、马坪村、任堡村、五里铺村、新宁村和坳刘村。